# Peucedanum trachystylum
Peucedanum trachystylum är en flockblommig växtart som beskrevs av Karl Moritz Schumann. Peucedanum trachystylum ingår i släktet siljor, och familjen flockblommiga växter. Inga underarter finns listade i Catalogue of Life.